# Zväz komunistov Slovenska
Zväz komunistov Slovenska (zkratka ZKS, česky Svaz komunistů Slovenska) byla marxistická komunistická politická strana, která působila na Slovensku v letech 1991-1992.
Vznik ZKS byl reakcí skupiny ortodoxních komunistů na transformaci původní Komunistické strany Slovenska na nemarxistickou levicovou stranu, která probíhala po sametové revoluci. Tato transformace začala v říjnu 1990, když byla na sjezdu KSS schválena změna názvu strany na Komunistická strana Slovenska - Strana demokratické levice a dovršena 26. ledna 1991, když ústřední výbor schválil vypuštění první části názvu a KSS tím byla definitivně přejmenována na Stranu demokratické levice.
Část komunistů, která s tímto vývojem ve straně nesouhlasila, založila stranu ZKS, která byla 19. března 1991 zaregistrována na ministerstvu vnitra. Ustavující sjezd strany proběhl 18. ledna 1992 v Bratislavě. Na něm byl předsedou strany zvolen Juraj Janošovský.
Další část komunistů nespokojených s vývojem situace v KSS vytvořila přibližně ve stejnou dobu stranu Komunistická strana Slovenska – 91 (KSS '91).
29. srpna 1992 se v Banské Bystrici uskutečnil sjednocující sjezd, na kterém se KSS '91 a ZKS sloučily a vytvořily stranu s původním názvem Komunistická strana Slovenska. Předsedou KSS byl zvolen Vladimír Ďaďo. 